# Maquis des Glières
Seconde Guerre mondiale
Batailles
2e campagne de France
- Corse
- Limousin
- Ain et Haut-Jura
- Les Glières
- Ascq
- Division Brehmer
- Mont Mouchet
- Opérations SAS en Bretagne
- Bataille de Normandie
- Guéret
- Brigade Jesser
- Cornil
- 1er Tulle
- 2e Tulle
- Argenton-sur-Creuse
- Oradour-sur-Glane
- 1er Ussel
- Saint-Marcel
- Saffré
- Mont Gargan
- Vercors
- Penguerec
- Lioran
- Égletons
- 2e Ussel
- Débarquement de Provence
- Port-Cros
- La Ciotat
- Toulon
- Martigues
- Marseille
- Nice
- Rennes
- Saint-Malo
- Brest
- Paris
- Mont-de-Marsan
- Montélimar
- Maillé
- Écueillé
- La Saulx
- Meximieux
- Nancy
- Colonne Elster
- Dunkerque
- Arracourt
- Saint-Nazaire
- Lorient
- Metz
- Royan et de la pointe de Grave
- Campagne de Lorraine
- Colmar

Front d'Europe de l'Ouest
Front d'Europe de l'Est
Campagnes d'Afrique, du Moyen-Orient et de Méditerranée
Bataille de l'Atlantique
Guerre du Pacifique
Guerre sino-japonaise
Le maquis des Glières est un mouvement résistant français ayant opéré entre le 31 janvier et le 26 mars 1944, durant l'occupation allemande, sur le plateau des Glières, en Haute-Savoie. Créé par l'Armée secrète, il est commandé par le lieutenant Tom Morel et encadré notamment par des anciens du 27e bataillon des chasseurs alpins d'Annecy. Le maquis se dissout après avoir été encerclé et pourchassé par la Milice et la Wehrmacht.
Le récit où près de 500 maquisards auraient été opposés à 12 000 soldats allemands (les maquisards auraient tué 400 Allemands et en auraient blessé 300 ; les soldats allemands auraient tué 100 résistants et en auraient blessé 150) est cependant un mythe (celui de la « première bataille de la Résistance ») forgé par le gaulliste Maurice Schumann pour contrebalancer la propagande de Philippe Henriot sur Radio-Paris, le premier omettant de mentionner que le plateau avait été évacué la veille de l'attaque générale allemande, après un baroud d'honneur, et le second prétendant que la confrontation avait eu lieu uniquement entre miliciens et maquisards. Ce récit a été démythifié en 1975 par l'historien Jean-Louis Crémieux-Brilhac qui a écrit : « Les chiffres de 400 morts et 300 blessés […] sont sans commune mesure avec la réalité des pertes allemandes. […] ils sont empruntés à un télégramme envoyé de France par [le représentant de la France libre, le capitaine Rosenthal, dit Cantinier] ».

## Contexte
La fonction de refuge du plateau des Glières s'impose vite lors de la Seconde Guerre mondiale à cause de la proximité de la Suisse où peuvent s'abriter des militaires en débandade, des Juifs ou des Résistants. En fait, le plateau est occupé épisodiquement seulement depuis l’arrivée des premiers réfractaires au STO en février 1943 (janvier sur Champlaitier), et, grâce à l'agent secret britannique Peter Churchill, un premier parachutage a lieu le 21 mars 1943 (un avion et quinze conteneurs largués). Le plateau des Glières ayant, plus tard, été homologué comme zone de parachutage d'armes par une mission franco-britannique composée d'un officier anglais du SOE (le lieutenant-colonel Heslop, dit Xavier) et d'un officier français (le capitaine Rosenthal, dit Cantinier), ce dernier, représentant de la France libre, convainc, début février 1944, les chefs départementaux de l'Armée secrète (AS) (capitaines Clair et Anjot) d'y établir une base d'opérations en vue de harceler les Allemands lors du débarquement attendu des Alliés et de montrer à ceux-ci que la Résistance française, sous la direction du général de Gaulle, est capable d'actions de grande envergure. Rosenthal laisse croire aux résistants de Haute-Savoie qu'ils seront soutenus par des hommes parachutés, alors que dans le même temps, le BCRA lui précise qu'un tel soutien lui est refusé. C'est une version qu'il ne confirmera vraiment ni n'infirmera après guerre.

## Combats de février et début mars 1944

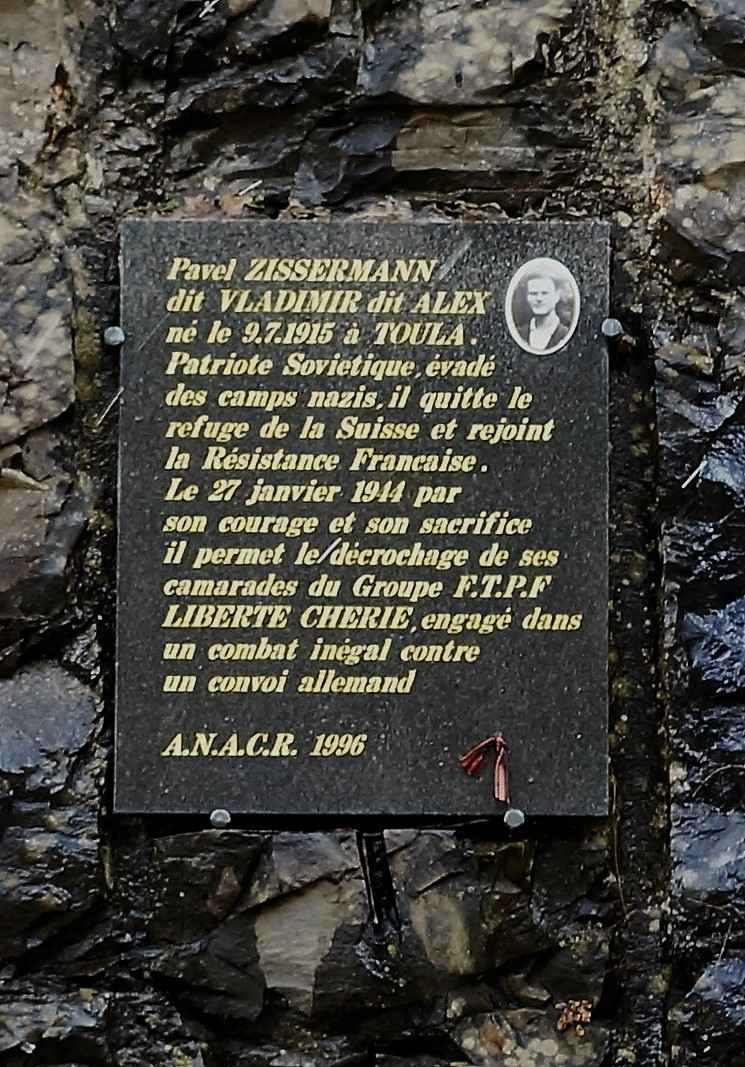
Les Étroits (Entremont).

Pourchassés par les forces de l'ordre du gouvernement de Vichy qui a mis la Haute-Savoie en état de siège fin janvier 1944, de nombreux combattants de l'Armée secrète se rassemblent sur le plateau des Glières sous le commandement d'anciens cadres du 27e bataillon de chasseurs alpins d'Annecy et de chefs aguerris de l'Armée secrète haut-savoyarde.
Ils sont bientôt rejoints par deux groupes de Francs-tireurs et partisans (FTP) (environ quatre-vingts, d'obédience communiste), qui veulent aussi des armes, par une cinquantaine de républicains espagnols réfugiés et d'autres hommes qui intégreront le groupe du maquis des Glières.
À partir de la mi-février 1944, ils sont assiégés par des gardes mobiles (de la Garde, ex-garde républicaine mobile dissoute en 1940, future garde républicaine en 1944 et gendarmerie mobile en 1954), des GMR (Groupe mobile de réserve de la police de Vichy) et des miliciens français qui veulent mener une opération de maintien de l'ordre strictement française. À ce moment, l'intendant de police Lelong dispose, pour toute la Haute-Savoie, de 1 125 gendarmes, de 906 gardes mobiles, de 790 GMR et de 250 miliciens. Les forces vichystes effectuent une reconnaissance en force sur le plateau des Glières le 12 février, mais tombent dans une embuscade qui fait deux morts et six blessés dans leurs rangs. Les résistants réceptionnent trois parachutages d'armes légères d'infanterie, dont le plus important a lieu le 10 mars 1944.
Mais la nuit précédente, le chef des Glières, le lieutenant Tom Morel, est tué au cours d'une attaque du maquis contre un village tenu par un GMR. En effet, le 9 mars 1944, Tom Morel décide de mener une opération contre le commandement du GMR Aquitaine basé à Entremont au pied du plateau des Glières. Dans la nuit du 9 au 10 mars, environ 150 maquisards encerclent le village où cantonnent une soixantaine de GMR. L'un des groupes, commandé directement par Tom Morel, réussit à s'emparer de l'Hôtel de France, siège de l'état-major du GMR Aquitaine. Les maquisards désarment leurs prisonniers. Une violente discussion s'engage entre Tom Morel et le commandant Grégoire Lefèbvre, le chef du GMR. Sortant de sa poche un petit revolver 6,35 mm, celui-ci tire alors à bout portant sur Tom Morel qui s'effondre, tué sur le coup d'une balle en plein cœur (selon les témoignages, entre autres, du maquisard René Dechamboux et de l'officier de paix Robert Couret, tous deux présents). Lefèbvre est immédiatement abattu. Le lieutenant Louis Jourdan-Joubert, puis à partir du 14 mars le lieutenant Pierre Bastian, assurent le commandement par intérim du bataillon des Glières jusqu'au 18 mars, où le capitaine Maurice Anjot, adjoint du capitaine Clair, chef de l'Armée secrète en Haute-Savoie, succède à Tom Morel.

## Combat contre l'armée allemande et la Milice française
Devant l'échec des forces françaises de maintien de l'ordre, les Allemands, qui leur avaient laissé les mains libres jusqu'au 12 mars, décident de venir à la rescousse de leurs collaborateurs avec plus de 4 000 hommes, de l'artillerie et de l'aviation.
Le 12 mars, deux jours après le grand parachutage du 10 mars 1944, l'aviation allemande commence à bombarder les chalets et la Milice lance quelques assauts, mais sans succès. La Wehrmacht déclenche alors l'opération « Hoch-Savoyen » (Haute-Savoie).        
Pour le capitaine Anjot, la raison commanderait de se replier pendant qu'il est encore temps. Cependant, à l’initiative de Cantinier qui, au nom de la France libre, veut un combat exemplaire, un duel sur les ondes oppose Radio Londres à Radio-Paris au sujet du maquis des Glières. Celui-ci acquiert une renommée internationale et devient un élément important de la guerre psychologique menée pour conquérir l'opinion. C'est pourquoi Anjot décide de se battre afin de sauvegarder l'honneur, mais en tentant d'épargner le plus possible la vie de ses hommes. Dès lors, le maquis des Glières est en passe de livrer la première bataille « rangée » de la Résistance contre l'ennemi vichyste et allemand, avant le Vercors.
Le dimanche 26 mars 1944, trois bataillons de chasseurs de montagne de la Wehrmacht (le quatrième demeurant en réserve), ainsi qu'un groupement formé de miliciens, de GMR, de gardes mobiles français et de grenadiers allemands, se préparent à attaquer le plateau. Tandis que l'aviation incendie une dizaine de chalets et que la Milice échoue de nouveau dans ses tentatives (col de l'Enclave), le commandement allemand envoie deux sections à l'attaque afin de tâter le dispositif de défense adverse : la première est aisément repoussée depuis les rochers (Lavouillon), mais la seconde, dans un secteur moins facile à surveiller (Monthiévret), parvient à tourner un avant-poste et à obliger les maquisards à se replier à la faveur de la nuit. Deux maquisards sont tués et plusieurs sont blessés, dont un grièvement.
Apprenant que les Allemands ont ouvert une brèche, et ses hommes privés de tout approvisionnement, le capitaine Anjot, qui estime l'honneur sauf, ordonne l'exfiltration du bataillon des Glières le 26 mars 1944 à vingt-deux heures. Ainsi, quasiment dépourvus d’armes lourdes, bombardés par la Luftwaffe, pilonnés par l'artillerie allemande, les défenseurs, après avoir livré un baroud d'honneur contre la Milice et la Wehrmacht, évacuent le plateau dans la nuit du 26 au 27 mars 1944. 
Le lendemain (27 mars), les Allemands, qui ont capturé quelques hommes, s'aperçoivent à la jumelle que des maquisards quittent le plateau de Glières. Ils donnent alors l'assaut général initialement prévu pour le 28 mars, mais n'obtiennent pas le résultat escompté, le plateau ayant été promptement évacué. Néanmoins, traqués et souvent dénoncés par des collaborateurs français, les maquisards subissent de lourdes pertes : sur environ 450 maquisards présents le 25 mars (cinq maquisards ayant fait défection le 24 mars et treize le 25 mars), les deux tiers sont faits prisonniers ; environ cent vingt (et vingt sédentaires) meurent (tués au combat, sous la torture, fusillés ou déportés comme francs-tireurs et « terroristes »), et les blessés trouvés sur place sont abattus. Pratiquement toutes les armes et les munitions parachutées sont détruites ou tombées aux mains de l'ennemi. De leur côté, les Allemands n'ont que trois tués et sept blessés (dont au moins sept par accident) sur le plateau ou son pourtour.
L'événement connaît un grand retentissement dans le cadre de la guerre des ondes qui fait rage entre les Français de Vichy et ceux de Londres. Tandis que Radio Paris tait l'intervention allemande et glorifie la victoire des forces de l'ordre sur un « ramassis de lâches terroristes communistes et étrangers » qui se seraient rendus sans se battre, Maurice Schumann déclare à la BBC le 6 avril 1944 : « Héros des Glières, quelle est votre plus belle victoire ? […] Pour tout dire, d’avoir déjà ramené Bir Hakeim en France. »
« Défaite des armes, mais victoire des âmes » (Henri Romans-Petit), l'épopée des Glières prend vite naissance et persuade les Alliés que la Résistance française est capable de combattre à visage découvert. Ainsi reçoit-elle une aide accrue : en particulier, le grand parachutage anglo-américain du 1er août 1944 sur le plateau des Glières,, permet aux résistants, malgré une attaque allemande arrêtée au col de Bluffy et un bombardement de Thônes, d'empêcher la plus grande partie des Allemands (un millier de combattants potentiels : environ 500 policiers, environ 400 douaniers et une centaine de soldats en armes, auxquels il faut ajouter environ 2 000 soldats hospitalisés, venus de tous les fronts, notamment environ 800 à Evian, 700 à Annecy et 400 à Thonon-les-Bains), contraints au repli par l'avance alliée, de quitter le département qui sera libéré par la Résistance le 19 août.
Selon l'historien Jean-Louis Crémieux-Brilhac : « une défaite des armes peut être une victoire d'opinion. […] les combattants de Haute-Savoie ont défini et comme projeté vers l'extérieur l'image qu'ils souhaitaient donner d'eux-mêmes ; ils ont pu, à l'écoute de la BBC, suivre l'édification de leur propre légende. » Il ajoute : « cette légende, qui sait s'ils l'auraient vécue de la même façon et jusqu'au bout, comme ils l'ont fait, s'ils n'avaient su - ou cru - que la France entière les regardait ? »

## Forces d'attaque du plateau des Glières le 26 mars 1944
Cette attaque a été dénommée par les Allemands, non pas, comme le mentionnent certains historiens locaux, Aktion Korporal (opération Caporal), laquelle désignait l'intervention allemande contre les maquis de l'Ain en février 1944, ni Aktion Frühling (opération Printemps), laquelle désignait l'intervention allemande contre les maquis de l'Ain en avril 1944, mais Aktion Hoch-Savoyen (opération Haute Savoie),,,.
Source :
Un groupement tactique de la 157e division de réserve de la Wehrmacht :
- trois bataillons de chasseurs de montagne de réserve du Reserve-Gebirgsjäger-Regiment 1 : Btl. I./98 (Stöckel), Btl. II./98 (Geyer), Btl. 99 (Schneider) et, en réserve à Thônes, la 2e compagnie du Btl. 100 (Kunstmann), moins les forces assurant la sécurité immédiate des cols frontaliers et des casernements, soit, selon l'historien militaire anglais Peter Lieb[28], environ 600 hommes par bataillon (dotés chacun, en principe, de douze mitrailleuses lourdes, six mortiers de 80 mm et deux canons d'infanterie de montagne de 75 mm) ;
- une compagnie (deux sections avec mitrailleuses et mortiers) du Reserve-Grenadier-Regiment 157 : sans doute la 3e compagnie du 179e bataillon, présente dans l'Ain avec les autres forces en février et en avril 1944 ;
- deux batteries (dix ou douze canons de 75 mm) du Res.Geb.Art.Abt. 79 (79e groupe d'artillerie de montagne de réserve) et une section (deux obusiers de 150 mm) de la 2e batterie du Res.Art.Abt. 7 (7e groupe d'artillerie de réserve) du Reserve-Artillerie-Regiment 7.

Cette force terrestre, appuyée par des avions de la Luftwaffe (au moins trois Heinkel 111 et quatre Focke Wulf 190), est complétée au sol par une cohorte de la Milice française (avec une section de mitrailleuses et une de mortiers, autorisée pour la première fois par les Allemands), soit environ quatre cents miliciens. Cette unité se trouve renforcée par une section de mitrailleuses de la Garde mobile et deux sections des GMR.
En retrait, environ trois cents francs-gardes bénévoles et des gardes mobiles qui se tiennent en réserve. De plus, sont chargés de la sécurité dans le secteur : la compagnie antichar du Reserve-Gebirgsjäger-Regiment 1, deux compagnies du Heeres-Flak-Abteilung 958 (mot.) (958e groupe antiaérien motorisé de la réserve générale de l'armée), une section motorisée de gendarmerie de campagne (type « d ») et le 1er bataillon du SS Polizei Regiment 19, dont une compagnie assure la surveillance des prisonniers et les exécutions sommaires ordonnées par la Sipo-SD cantonnée à Thônes. 
N.B. : cette 157e division de réserve (157. Reserve-Division), devenue 8e division de montagne (8. Gebirgs-Division) en mars 1945, était une unité d'instruction et d'occupation qui, issue de l'armée de remplacement en 1942, a été versée dans l'armée de campagne fin juillet 1944. Du début février à la fin septembre 1944, spécialisée dans les actions contre les maquis et partisans, la 157. Reserve-Division a principalement lutté contre les maquis de l'Ain (opération Korporal du 5 au 13 février 1944, opération Frühling du 7 au 18 avril 1944, opération Treffenfeld du 11 au 21 juillet 1944), des Glières (opération Hoch-Savoyen fin mars 1944) et du Vercors (opération Bettina fin juillet 1944), puis contre les troupes régulières américaines et françaises .

## Pertes de la Résistance et de la Wehrmacht
|                            | Maquisards              | Sédentaires |
| -------------------------- | ----------------------- | ----------- |
| Tués par les Allemands     | 20                      | 1           |
| Tués par la Milice/MO*     | 18 (9 FTP, 2 Espagnols) | 0           |
| Fusillés par les Allemands | 50                      | 4           |
| Fusillés par la Milice/MO  | 16                      | 1           |
| Morts en déportation       | 16                      | 14          |
| Total                      | 120                     | 20          |

* MO : Maintien de l’ordre (GMR, Garde mobile, SRMAN…)
Au total, exactement cent vingt maquisards sont morts dont seize en déportation ainsi que vingt sédentaires.
| Unités                  | Tués                                                                         | Blessés                                      |
| ----------------------- | ---------------------------------------------------------------------------- | -------------------------------------------- |
| Res.Geb.Jäg.Btl. I./98  | 1 (27 mars, Notre-Dame-des-Neiges)                                           | 2 (28 mars, La Balme-de-Thuy, accident)      |
| Res.Geb.Jäg.Btl. II./98 | 2 (30 et 31 mars, Petit-Bornand, tirs accidentels de pistolets-mitrailleurs) | 2 (28 et 30 mars, accidents)                 |
| Res.Geb.Jäg.Btl. 99     | 0                                                                            | 0                                            |
| Res.Geb.Jäg.Btl. 100    | 0                                                                            | 1 (28 mars, Thônes, accidentellement)        |
| 3./Res.Gren.Btl. 179    | 0                                                                            | 0                                            |
| Res.Geb.Art.Abt. 79     | 0                                                                            | 2 (24 mars, Petit-Bornand, 30 mars, plateau) |
| Total                   | 3                                                                            | 7                                            |

Au total, les Allemands ont eu trois tués et sept blessés (dont au moins sept accidentellement).
Selon Jean-Louis Crémieux-Brilhac, « les pertes allemandes [ont été] légères. Un tué [accidentellement] et quelques blessés [...], à en croire le rapport no 369 du 4 mai 1944 du préfet (AN, F1c3/1187), […] qui concorde avec les conclusions de Henri Amouroux, fruit d'une scrupuleuse enquête ».
D'après Henri Amouroux, « des treize soldats morts le 26 mars et ensevelis aujourd'hui à Dagneux [cimetière militaire allemand pour le Sud-Est de la France], un seul, Kurt Piler, né le 24 août 1914, a été primitivement enterré à Annecy, tous les autres ayant été enterrés dans des lieux […] [très] éloignés des Glières […]. Des onze morts du 27 mars ensevelis à Dagneux, un seul, Karl Fisher, né le 26 juin 1913, appartenant au bataillon 100, […] a été enterré primitivement [à] Aix-les-Bains ». Amouroux indique que ce sont là les seuls chiffres qu'il a pu apprendre des archives, mais qu'il est demandeur d'« informations supplémentaires et fondées, car les rapports de la Wehrmacht ne sont pas exempts d'erreurs. ». Selon lui, il est également possible que des corps puissent avoir été rapatriés en Allemagne.

## Polémique sur le plateau des Glières: le mythe d'une grande bataille
Certains éléments de la compagnie de francs-tireur et partisans « Liberté chérie » présente en mars 1944 se sont montrés très critiques de la stratégie de concentration des forces armées clandestines dans un maquis encerclé par les forces ennemies. L'état-major FTP a toujours été opposé à cette stratégie de concentration totale dans les maquis. C'est le cas par exemple du résistant Leopold Martin qui fonde en juin 1944 la Brigade rouge internationale, en partie sur la base de la critique de la stratégie de guerre nationale au détriment de la guérilla de partisans mobiles.
Dans les années de l'après-guerre, la France n'est plus aussi unie qu'auparavant ; son identité est remise en cause dans l'opinion. Il est devenu nécessaire de reconstruire l'identité nationale afin de reconstituer l'unité de la nation, ce qui explique la naissance du mythe d'une France résistante. Jusqu’à la fin des années soixante, la mémoire dominante de l’Occupation a été celle d’un mythe unificateur que l’historien Henry Rousso a appelé le mythe du « résistancialisme ».
De 1945 aux années soixante, Charles de Gaulle a jugé nécessaire de raffermir le moral des Français en s'inspirant du mythe du maquis des Glières. Afin de persuader la population du courage des maquisards français, un roman national gaulliste a été créé et a suscité des récits épiques totalement imaginaires (tel celui de François Musard), récits qui font encore leur effet aujourd'hui dans l'esprit du grand public ignorant les mises au point des historiens Crémieux-Brilhac (1975) et Dalotel (1992).
Le 22 septembre 1944, deux semaines après qu'une cérémonie a eu lieu au cimetière de Morette, les anciens des Glières se réunissent sous la présidence de Louis Jourdan afin de créer l'Association des rescapés des Glières. Le 4 novembre 1944, c'est le général de Gaulle en personne qui se rend à Morette (il y reviendra pour les fêtes du centenaire de l'Annexion de la Savoie à la France en 1960), mais le cimetière sera officiellement inauguré le 25 mai 1947 par le président Vincent Auriol.
En 1966, quand le général de Gaulle était président de la République, est construit à Annemasse un lycée portant le nom de « Glières », ce qui contribue, entre autres, à pérenniser le mythe sur le plan local. Cependant, sur le plan national, c'est le fameux discours d'André Malraux sur le plateau, lors de l'inauguration du monument d'Émile Gilioli, le 1er septembre 1973, qui renforce considérablement le mythe des Glières.
À partir des années 1970, le mythe de la résistance de la majorité du peuple français, avec celui d'une grande bataille aux Glières, est remis en question pour la première fois.
Claude Barbier, s'inspirant, en 2014, de l'étude de Jean-Louis Crémieux-Brilhac (1975) et de l'enquête d'Alain Dalotel (1992), est revenu sur le sujet dans un livre publié aux éditions Perrin : Le maquis de Glières. Mythe et réalité. La réception de son étude a donné lieu à critiques et polémiques,,.

### Filmographie
- Patrice Morel et François Blanchard, Glières 44, le cortège des ombres, documentaire de 52 minutes, 2004, production France 3 Rhône-Alpes-Auvergne. Accessible vidéothèques France 3 Lyon, France 3 Grenoble, et INA.
- Glières les feux de la nuit, Denis Chegaray (1994)
- Vivre Libre ou mourir, Glières Haute-Savoie 1944, Association des Glières et Elan production (2004)
- [vidéo][Production de télévision - Documentaire] « Résistants : le maquis des Glières », Romain Clément (réalisateur), 10 novembre 2017, RMC Découverte (consulté le 16 décembre 2017)
- Quand 500 jeunes ont tenu une montagne contre les nazis, documentaire diffusé sur la chaîne Youtube TheGreatReview le 8 février 2025 (Réalisateurs : Dimitri Bonnet et Augustin Heliot), pour les 80 ans de la Libération, porté par la commune de Filière et avec le soutien du Ministère des Armées.